# Johann Nepomuk von Trapp

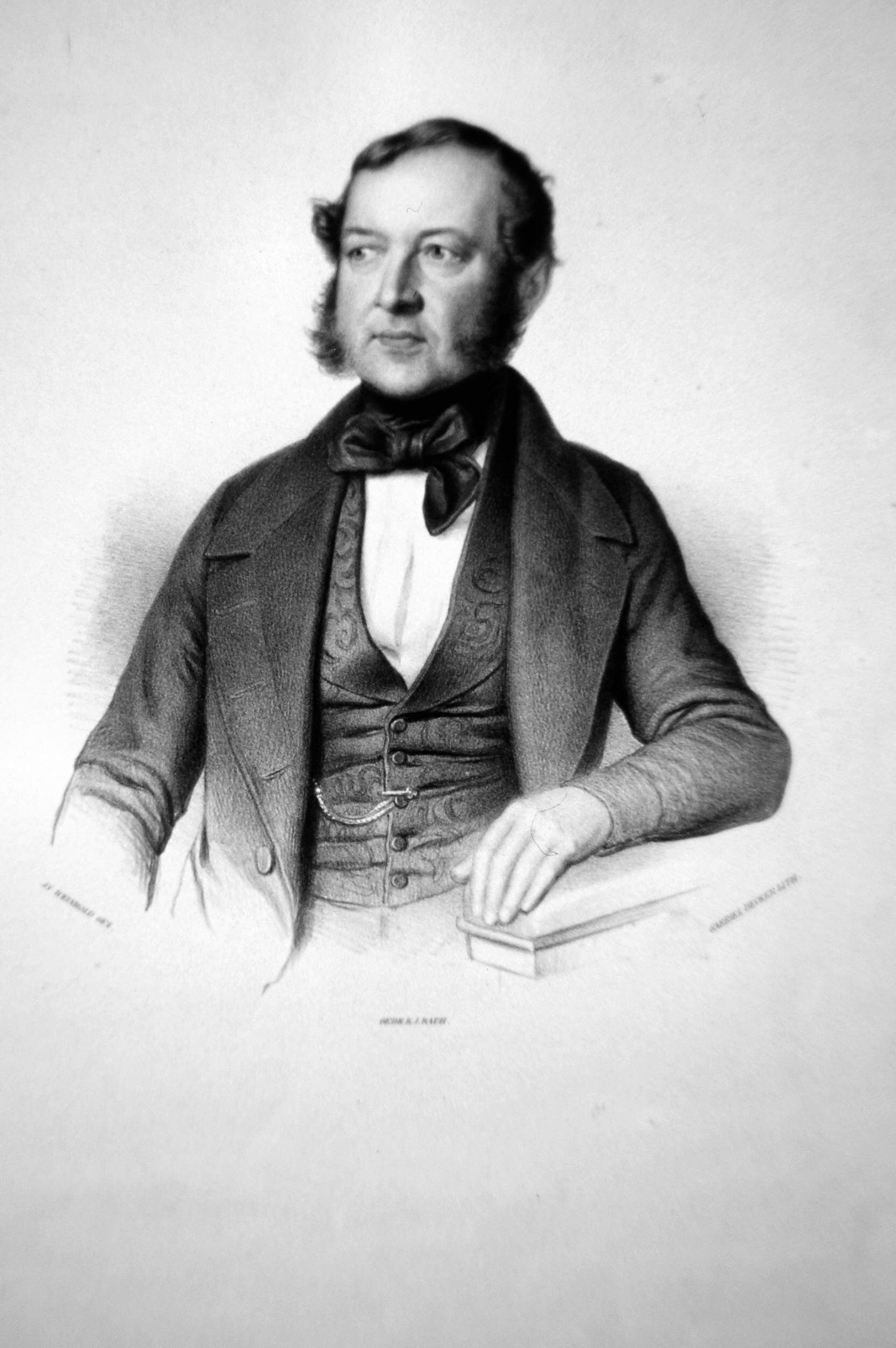
Lithographie

Johann Nepomuk Graf von Trapp zu Churburg und Schwanburg, Graf zu Matsch, Freiherr zu Pisein und Caldonazzo (* 22. Juni 1790 in Innsbruck; † 11. September 1846), war ein tirolischer Adliger, k. k. Kämmerer, Geheimer Rat, Obersterblandhofmeister in Tirol und ständischer Abgeordneter in Innsbruck.

## Leben
Er stammte aus der jüngeren, deutschen Linie des alten tirolerischen Adelsgeschlecht derer von Trapp. Seine Eltern waren der k. k. Kämmerer und Staatssekretär in Innsbruck Leopold Graf von Trapp (1764–1797) und dessen Ehefrau Maria Creszentia geb. Gräfin von Spaur-Burgstall (1769–1819). Johann Nepomuk von Trapp war Herr der Herrschaften Glurns, Mals, Schlanders, Ulten, der Probstei Eyrs und Castelcampo, sowie Herr zu Humerbach und Wolkenthurm. Am 25. Februar 1819 belehnte ihn Kaiser Ferdinand I. formell mit dem erblichen Amt des Obersterblandhofmeisters. Am 17. Januar 1837 erfolgte dann die Belehnung für sich und seine Söhne. Des Weiteren bekleidete er die Ämter des k. k. Kämmerers, Geheimen Rates und ständischen Abgeordneten in Innsbruck. Johann Nepomuk von Trapp starb am 11. September 1846 im Alter von 56 Jahren.

## Familie
Johann Nepomuk Graf von Trapp heiratete in erster Ehe am 2. Mai 1814 die Sternkreuzordensdame Elisabeth Gräfin von Wolkenstein-Rodenegg (* 30. Januar 1796; † 17. November 1839) und in zweiter Ehe am 30. August 1842 Friederike Gräfin von Künigl (* 15. Oktober 1806). Seine Kinder aus erster Ehe waren:
1. Leopold Graf von Trapp (* 22. Februar 1815 in Innsbruck; † 10. Oktober 1840)
2. Caroline Gräfin von Trapp (* 5. Februar 1816 in Innsbruck; † 18. Mai 1869 in Arco); ⚭ Mathias Freiherr Cresseri von Breitenstein, k. k. Kämmerer
3. Friederike Gräfin von Trapp (* 26. August 1817 in Innsbruck; † 16 Aug 1855 in Forli)
4. Ludwig Gotthard Pius Graf von Trapp (* 6. Mai 1819 in Innsbruck; † 9. August 1873), Obersterblandhofmeister
5. Maria Gräfin von Trapp (* 31. Oktober 1820 in Innsbruck; † 18. Dezembrt 1875 in Ravenna); ⚭ Graf Locatelli dal Corno
6. Elisabeth Gräfin von Trapp (* 7. April 1822 in Innsbruck)
7. Johanna Gräfin von Trapp (* 24. Juli 1826 in Innsbruck; † 20. Juni 1840)
8. Oswald Graf von Trapp (* 17. April 1829 in Innsbruck; † 4. September 1881), k. k. Kämmerer, Sekretär; ⚭ 1857 Maria Gräfin von Enzenberg
9. Anna Gräfin von Trapp (* 2. August 1830 in Innsbruck; † 11. September 1832 in Schluderns)
10. Anna Gräfin von Trapp (* 16. August 1833)